# Conferencia Internacional de Roma para la Defensa Social contra los Anarquistas
La Conferencia Internacional de Roma para la Defensa Social contra los Anarquistas fue realizada entre el 24 de noviembre y el 21 de diciembre de 1898, como consecuencia del asesinato de la Emperatriz Isabel de Baviera por Luigi Lucheni el 10 de septiembre de ese año. Asistieron 54 delegados de 21 países. Todos los países concurrentes acordaron la creación de organizaciones de seguridad especiales para vigilar a los sospechosos de anarquismo, que era definido como "todo acto de violencia con el fin de destruir la organización de la sociedad".
Otras resoluciones fueron la de legislar en la prohibición de la tenencia y uso de explosivos, la pertenencia a organizaciones anarquistas, la distribución de propaganda anarquista y la colaboración con anarquistas. También se acordó silenciar a la Prensa anarquista y las manifestaciones anarquistas, prohibir sus actividades y castigar con pena de muerte a los autores de atentados contra jefes de Estado. 
También se adelantó en la creación de un sistema de intercambio entre las agencias policiales de cada gobierno para coordinar una acción internacional.
Posteriormente se desarrolló una conferencia antianarquista en San Petersburgo en marzo de 1904. Esta conferencia fue convocada con posterioridad al asesinato del presidente de los Estados Unidos William McKinley, el 14 de septiembre de 1901. Concurrieron representantes de 10 países. 